# الهجرة الصهيونية
التجمع السكاني الاستيطاني اليهودي في فلسطين المحتلة، هو تجمع مهاجرين يهود أتوا من كل أنحاء العالم تحت رعاية المشروع الصهيوني، وهو، تأمين الأساس البشري لمشروع الوطن القومي اليهودي في فلسطين. ووصفها بنحاس سابير رئيس الوكالة اليهودية ووزير المالية الإسرائيلي الأسبق ب «أكسير الحياة». فالهجرة اليهودية تجدد الطاقة البشرية اللازمة ليطل الكيان الصهيوني قادرا على أداء دوره الوظيفي في خدمة مصالح ومخططات القوى الامبريالية التي خلقت هذا الكيان وقفت، ولا تزال تقف، وراءه. وقد دأبت المصادر الصهيونية على تسمية موجات الهجرة “عالياه” أي الصعود إلى جبل صهيون.
وقد استخدمت الحركة الصهيونية منذ البداية كل أساليب التضليل والترغيب والضغط لحمل اليهود على الهجرة إلى فلسطين، فروجت لأكذوبة “أبدية العداء للسامية”، وحاربت أي اتجاه يدعو لاندماج اليهود بالمجتمعات التي يعيشون فيها، ووجدت في حركات اضطهاد اليهود عونا لها على تحقيق برامجها، وتعاونت في ذلك مع الحركات العنصرية كلها، بما فيها النازية.

## الهجرة حتى عام 1882
لم يكن عدد اليهود في فلسطين في أوائل القرن السادس عشر يتجاوز حسب التقديرات الصهيونية خمسة آلاف. وقد جاء هؤلاء إلى فلسطين لدوافع واعتبارات دينية محصنة، ومعظمهم قدم من اسبانيا بعد طرد اليهود منها في أواخر القرن الخامس عشر. ومع كل حركة اصلاحية دينية يهودية كان يفد إلى فلسطين بعض اليهود المتدينين. وتقدر المصادر الإسرائيلية عدد اليهود في فلسطين عام 1881 بحوالي 25 ألف نسمة كانوا جميعا يقيمون في القدس والخليل وصفد وطبرية ويعتمدون في جانب كبير من معيشتهم على الصدقات التي تأتيهم من الخارج.
وكانت القوى الاستعمارية، ولا سيما البريطانية، تخطط منذ مطلع القرن السابع عشر لاقامة كيان غريب في قلب المنطقة العربية. وقد كشفت نشاطاتها الرامية إلى تهجير اليهود إلى فلسطين في المرحلة التي أعقبت إخراج جيش محمد علي باشا من سورية وفلسطين عام 1840م. إلا أن هذه المحاولات لم تنجح بسبب معارضة يهود أوروبا لتلك الفكرة. فقد كان الاتحاد السائد بين اليهود في غرب أوروبا هو الاندماج بالمجتمعات التي يعيشون فيها. كما أن أزمة يهود أوروبا الشرقية لم تكن قد ظهرت إلى عالم الوجود بعد.

## الهجرة بعد عام 1882
بدأت الهجرة الصهيونية منذ عام 1882 على أساس سياسي. ويمكن تقسيم المراحل التي مرت بها منذ ذلك الحين حتى عام 1948 إلى المرحلتين الرئيستين التاليتين:
(1) من 1882 إلى 1918: في هذه المرحلة دخلت بلدان شرق أوروبا – حيث كان يقيم أكبر تجمع لليهود في العالم – مرحلة الانتقال من النظام الاقطاعي إلى النظام الرأسمالي. ورافقت ذلك تحولات عاصفة في المجالات الاقتصادية والاجتماعية والسياسية انطوت على القضاء على المهن التقليدية اليهودية كأعمال الوساطة والسمسرة والربا وغيرها. فأدى ذلك إلى اشاعة البطالة والخراب الاقتصادي في أوساط اليهود. كما رافقتها بعض أعمال الاضطهاد الموجهة اليهم بسبب دورهم الاقتصادي والاجتماعي. وقد حاولت القوى الاستعمارية استغلال ضائقة يهود شرق أوروبا في مخططاتها الرامية إلى تهجيرهم كغيرهم من اليهود إلى فلسطين لاقامة هذا الكيان الغريب في قلب المنطقة العربية.
وشهدت هذه المرحلة ظهور جمعيات وحركات في روسيا تدعو إلى “عودة اليهود” إلى فلسطين كجمعية أحباء صهيون وحركة بيلو. وهناك دلائل كثيرة تشير إلى أن هذه الجمعيات كانت غطاء يهوديا لتمويه التحركات الاستعمارية في مجال تهجير اليهود إلى فلسطين، وأنها كانت على صلة مباشرة بالأجهزة الاستعمارية البريطانية.
وعلى الرغم من أن معظم يهود أوروبا الشرقية حلوا مشكلتهم آنذاك بالاندماج في مجتمعاتهم والتكيف مع الواقع الجديد، أو بالهجرة الي غربي أوروبا والولايات المتحدة حيث الاندماج والثراء ممكنان، على الرغم من ذلك استطاعت القوى الاستعمارية التي كانت تقف وراء المشروع الصهيوني قبل تبلور الحركة الصهيونية نفسها أن تجند بعض العناصر اليهودية المضللة أو المغامرة وتدفعها إلى الهجرة إلى فلسطين تحت شعار كاذب يقول بأن “فلسطين أرض بلا شعب لشعب بلا أرض”.
وكانت السلطات العثمانية تضع قيودا على هجرة اليهود إلى فلسطين واستيطانهم فيها. ولكن أمكن تذليل هذه العقبة. فقد كان اليهود يصلون إلى فلسطين على شكل حجاج بتصاريح مؤقتة ويبقون فيها بصورة غير شرعية ويقيمون بعد ذلك في البلاد بصورة دائمة مستقلين بحماية القنصليات الأجنبية في القدس، ولا سيما البريطانية ثم الأمريكية، وذلك في أطار نظام الامتيازات الأجنبية وحماية الطوائف الذي فرضته الدول الأوروبية على الامبراطورية العثمانية منذ منتصف القرن الماضي.
وقد حدثت في هذه المرحلة موجتان من الهجرة اليهودية إلى فلسطين هما:
الهجرة الأولى (1883-1913): وقد تمت على دفعتين رئيستين الأولى منهما بين 1882 و1884 والثانية في عامي 1890 و1891. وقد جاء في هذه الهجرة حوالي 25 ألف يهودي معظمهم أسر محدودة الامكانيات من رومانيا وروسيا.
وتشير المراجع الصهيونية إلى أن هذه الهجرة نظمت ومولت من جمعيات أحباء صهيون وحركة بيلو. ولكن هناك قرائن كثيرة تشير إلى دور بعض الشخصيات الاستعمارية والأجهزة البريطانية في تنظيم هذه الهجرة وتمويلها كصندوق تطوير الاستيطان في فلسطين الذي أسسه عام 1852 الكولونيل جورج جاولر حاكم أستراليا السابق والسير لورنس أوليفانت التي زار روسيا في تلك الفترة ثم حضر إلى فلسطين وأقام في حيفا مدة من الزمن.
أمنت السلطات الاستعمارية البريطانية بعد ذلك غطاء يهوديا لتمويل نقل المهاجرين إلى فلسطين وتوطينهم في شخص البارون ادموند دي روتشيلد الذي ينتمي إلى عائلة كبيرة من المصرفيين ورجال الأعمال لها فروع في فرنسا وبريطانيبا وألمانيا وغيرها من دول أوروبا. وقد تولى روتشيلد الاشراف والانفاق على المستعمرات اليهودية في فلسطين ما بين 1886 و1890. ثم تكلفت بذلك الجمعية اليهودية للاستيطان التي أسسها في لندن المصرفي اليهودي البارون موريس دي هيرش، وكان روتشيلد نفسه عضوا في مجلس ادارتها.
ووصل إلى فلسطين في هذه المرحلة أيضا حوالي 450 من يهود اليمن نظمت السلطات البريطانية عملية تهجيرهم عن طريق عدن، وقد استقر هؤلاء في يافا.
وفي نهاية هذه الفترة كان قد جرى شراء نحو 350 ألف دونم وتم توطين عشرة آلاف يهودي في عدد من المستعمرات الزراعية.
والهجرة الثانية (1904-1918) وقد حدثت بعد قيام المنظمة الصهيونية واشرافها على الهجرة والاستيطان في فلسطين، وبلغ عدد المهاجرين فيها نحو أربعين ألفا جاء معظمهم من روسيا ورومانيا وكانوا أساسا من الشباب المفلسين المغامرين الذين جندتهم الصهيونية والأجهزة الاستعمارية. ووصل كذلك إلى فلسطين بين عامي 1911 و1912 نحو 1,500 يهودي يمني وزعوا على المستعمرات الزراعية الصهيونية. وقد ارتبط بهذه الهجرة شعار العمل العبري ونشأت معها المستعمرات الجماعية (الكيبوتز) والتعاونية (الموشافاه). ففي أعقاب تعثر المحاولات الاستيطانية الأولى التي قامت على أساس الملكية الخامسة والعمل المأجور وجندت الحركة الصهيونية ومن يقفون وراءها أن تحقيق المشروع الصهيوني يقتضي ايجاد نوع من الاشراف المركزي الصارم على حركة الاستيطان، وتقييد حرية المهاجرين، وعدم اتاحة الفرصة لهم لامتلاك وسائل الإنتاج والمساكن أو امتلاك ما يمكنهم من ترك فلسطين والعودة إلى بلادهم الأصلية. وعلى هذا الأساس ظهرت فكرة المزارع الجماعية والعمل العبري لتكون القيد المطلوب لاحكام قبضة الصهيونية على المهاجرين من جهة، ولوضع الأسس لفكرة إخراج العرب من العمل في الأراضي التي تنتقل ملكيتها إلى المؤسسات الصهيونية من جهة أخرى. وقد وجدت الحركة الصهيونية في مهاجري الهجرة الثانية المادة البشرية المناسبة لمثل هذا النوع من الاستيطان.
ومع نهاية موجة الهجرة الثانية بسبب قيام الحرب العالمي الأولى عام 1914 وصل عدد اليهود في فلسطين حسب تقديرات المصادر الصهيونية إلى حوالي 85 ألف يهودي، ووصلت مساحة الأراضي التي يملكونها إلى 418 ألف دونم، وأصبح لديهم نحو 44 مستعمرة زراعية.
وقد توقفت الهجرة الصهيونية إلى فلسطين في سنوات الحرب العالمية الأولى وتوقف النشاط الاستيطاني الصهيوني وتناقص عدد اليهود في فلسطين فبلغ عام 1918 :55 ألفا ينسب خروج من كانوا يحتمون منهم نظام الامتيازات الأجنبية مع من خرج من الأجانب اثناء الحرب.

## الهجرة في زمن الانتداب البريطاني على فلسطين (1919-أيار 1948)
في هذه المرحلة فتحت آفاق جديدة أمام حركة الهجرة الصهيونية إلى فلسطين. فقد “أدمج وعد بلفور بصك الانتداب البريطاني على فلسطين الذي نصت المادة السادسة منه على أن الإدارة البريطانية سوف تلتزم بتسهيل الهجرة اليهودية بشروط مناسبة، وسوف تشجع – بالتعاون مع الوكالة اليهودية – استيطان اليهود في الأراضي بما في ذلك الأراضي الحكومية والأراضي الخالية وغير اللازمة للاستعمال العام. كما نصت المادة السابعة على ضرورة تسهيل اعطاء المهاجرين اليهود الجنسية الفلسطينية.
وفي 26/8/1920 أصدرت السلطات البريطانية نظاماً للهجرة وتسهيل عودة اليهود الذين كانوا قد خرجوا من فلسطين أثناء الحرب. ولم يضع هذا النظام أية قيود على دخول اليهود الذين يريدون الهجرة إلى فلسطين لغايات دينية. ولا على دخول عائلات اليهود وأقاربهم المقيمين في فلسطين. وقد خولت المنظمة الصهيونية بموجبه صلاحية احضار 16,500 يهودي آخر سنوياً شريطة أن تكون مسؤولة عن اعالتهم لمدة سنة.
ثم صدر في حزيران عام 1921 نظام جديد للهجرة وعدل أكثر من مرة في أعوام 1925 و1926 و1927 و1929 وأخذ شكله النهائي في عام 1932. وكان المقصود بالتعديلات التي أدخلت وضع بعض القيود على الهجرة بسبب تصاعد المقاومة العربية للانتداب وسياسته في فتح أبواب فلسطين على مصاريعها أمام المهاجرين اليهود فقد كان تدفق الصهيونية من الاسباب المباشرة لثورات الثلاثينيات العربية (ثورة 1933) و(ثورة 1936-1939). ولكن هذه التعديلات كانت شكلية فلم تغير شيئا في جوهر نظام الهجرة بل جعلت اللعب على نصوصه لتسهيل تسريب أعداد أكبر من المهاجرين اليهود أمرا ممكنا.
وللمساعدة في انجاح المشروع الصهيوني عمدت الولايات المتحدة وبعض الدول العربية الأخرى في هذه المرحلة إلى وضع قيود على هجرة اليهود إلى أراضيها لدفعهم إلى الهجرة إلى فلسطين.
فأصدرت الولايات المتحدة الأمريكية عام 1921 قانونا يحدد نسبة المهاجرين الجدد اليها بما يعادل 3% من عدد أبناء بلدهم الأصلي الموجودين في الولايات المتحدة حسب احصاء عام 1910. وقد أدى ذلك إلى تقليل عدد المهاجرين اليهود إلى الولايات المتحدة من 120 ألفا عام 1921 إلى حوالي 54 ألفا عام 1922. ثم خفضت الولايات المتحدة النسبة عام 1924 فجعلها 2% من عدد الذين كانوا موجودين فيها حسب احصاء عام 1890 بدلا من احصاء عام 1910. وبذلك انخفض عدد المهاجرين اليهود إلى الولايات المتحدة من حوالي 50 ألفا عام 1924 إلى عشرة آلاف عام 1925.
واستمرت الولايات المتحدة في تخفيض عدد التأثيرات الممنوحة لليهود فأصبح معدلها ما بين 1931 و1936، أي في سنوات الاضطهاد النازي لليهود، أربعة آلاف سنويا فقط.
وقد ضيقت اجراءات وقيود مماثلة عن هجرة اليهود إلى عدد آخر من الدول. ولا سيما بريطانيا وكندا وجنوب افريقيا ودول أمريكا اللاتينية.
ورغم ذلك ظلت الهجرة في معظم سنوات الانتداب دون المستوى الذي كان  تطمح الحركة الصهيونية إلى تحقيقه.
وتقسم المصادر الصهيونية الهجرة التي تمت في فترة الانتداب البريطاني إلى:
الهجرة الثالثة (1919-1923): وقد بلغ عدد المهاجرين فيها حوالي 35 ألف نسمة، أي بمعدل ثمانية آلاف مهاجر سنويا، جاءوا في معظمهم من روسيا ورومانيا وبولونيا بالإضافة إلى أعداد صغيرة من لتوانيا وألمانيا والولايات المتحدة. والهجرة الثالثة مشابهة في تركيبها للهجرة الثانية من حيث كون معظم أفرادها شبابا وشابات مفلسين مغامرين. وقد تقلصت هذه الهجرة نتيجة الاجراءات والقيود التي وضعها الاتحاد السوفييتي على هجرة اليهود من أراضيه.
والهجرة الرابعة (1924-1932): وقد جاء إلى فلسطين في هذه الموجة نحو 89 ألف مهاجر يهودي معظمهم من أبناء الطبقة الوسطى وأكثر من نصفهم من بولونيا. واستغل مهاجرين هذه الموجة رؤوس الأموال الخاصة التي أحضروها معهم في اقامة بعض المشاريع الصغيرة الخاصة.
وقد بلغ تدفق المهاجرين الصهيونيين ذروته في عام 1925 فوصل عددهم إلى حوالي 33 ألفا مقابل 13 ألفا في عام 1924. وبعد ذلك انخفض العدد مرة أخرى إلى حدود 13 ألفا في عام 1936. ثم بدأت الهجرة بالانحسار منذ عام 1927 بسبب الصعوبات الاقتصادية في البلاد آنذاك. ففي عام 1927 انخفض عدد المهاجرين إلى ثلاثة آلاف ثم إلى ألفين فقد في عام 1928. وفي هاتين السنتين زاد عدد النازحين عن عدد المهاجرين واضطرت الوكالة اليهودية إلى دفع تعويضات بطالة لليهود العاطلين عن العمل وأقامت بعض المشاريع لتشغيل المهاجرين الجدد بمساعدة أموال جمعت من بريطانيا والولايات المتحدة. وقد ظل عدد المهاجرين منخفضا بين 1929 و1931 فبلغ حوالي خمسة آلف نسمة في كل من عامي 1929 و1930 ثم انخفض إلى نحو أربعة آلاف مهاجر عام 1931. وفي عام 1932 بدأت الهجرة بالتصاعد ثانية فبلغ عدد المهاجرين 9,553 مهاجرا. وفي هذه الفترة وصل نحو 2,500 مهاجر من يهود اليمن إلى فلسطين. وبلغ عدد اليهود في فلسطين في نهاية هذه المرحلة حوالي 175 ألفا عاش 136 ألفا منهم في 19 مستعمرة بلدية وعاش الباقون في نحو110 مستعمرات زراعية.
والهجرة الخامسة (1933-1939): وقد بلغ عدد المهاجرين الذين قدموا في هذه الهجرة إلى فلسطين نحو 215 ألفا جاء معظمهم من أقطار وسط أوروبا التي تأثرت بوصول النازية إلى الحكم في ألمانيا فهاجر منها وحدها خلال هذه الفترة نحو 45 ألف مهاجر.
وقد بلغت الهجرة ذروتها في عام 1935 فبلغ عدد المهاجرين حوالي 62 ألفا. ثم أخذت بالهبوط بسبب اشتعال ثورة 1936* في فلسطين. ومن الجدير بالذكر أن المنظمة الصهيونية والوكالة اليهودية عقدتا اتفاقا مع الحكم النازي في ألمانيا لتسهيل عملية هجرة اليهود من ألمانيا وتنظيم إخراج أموالهم (رَ: النازية والصهيونية).
وبموجب هذا الاتفاق أمكن أخراج حوالي 32 ألف مليون جنيه، أو ما يعادل عشرة أضعاف ما جمعته الجباية اليهودية حتى ذلك الوقت.
ووصل إلى فلسطين أيضا حوالي 4,500 يهودي يمني. وقد بدأت الحركة الصهيونية في هذه المرحلة بتنظيم هجرة من نوع خاص عرفت باسم “هجرة الشباب”. وذلك بجمع الأطفال اليهود من أوروبا ونقلهم إلى فلسطين. وأنشئت في الوكالة اليهودية دائرة خاصة بهجرة الشباب. وتمكنت الحركة الصهيونية من نقل حوالي 30 ألف طفل يهودي إلى فلسطين من عام 1933 إلى شهر أيار من عام 1948.
وظهر في هذه المرحلة أيضا ما عرف باسم الهجرة “غير الشرعية”. فقد نجحت في الوصول إلى الشواطئ الفلسطينية بين تموز من عام 1934 وبداية الحرب العالمية الثانية 43 سفينة تحمل 15 ألف مهاجر “غير شرعي”.
وأخيرا الهجرة التي تمت خلال الحرب العالمية الثانية حتى قيام (إسرائيل) (1939 – أيار 1948): وقد استمرت بأشكالها المختلفة اما عن طريق الانحدار مباشرة إلى فلسطين واما بالإبحار إلى موانئ محايدة في تركيا وابلقان ثم الانتقال إلى فلسطين بحرا أوبرا. وقد وصل إلى شواطئ فلسطين في سنوات الحرب 21 مركبا نقلت نحو 15 ألف مهاجر “غير شرعي”. وكشفت الوثائق السرية البريطانية النقاب عن أن الأسطول البريطاني الذي كان مكلفا مراقبة شواطئ فلسطين لمقاومة الهجرة “غير الشرعية” – حسب ادعاء الحكومة البريطانية آنذاك – كان يقوم بارشاد سفن المهاجرين الصهيونيين وامدادها بالماء والمؤن والوقود وقيادتها إلى السواحل الفلسطينية حيث يجري عملية استيلاء وهمية عليها.
وفي صيف 1943 أصدرت الحكومة البريطانية تعليمات إلى سفارتها في تركيا باعطاء تصريحات دخول إلى فلسطين لليهود “الفارين من الأراضي التي يحتلها النازيون”. كما بدأت الولايات المتحدة عام 1944 عمليات إخراج اليهود من الأراضي التي تحتلها ألمانيا النازية. وأقامت لهذا الغرض مكتبا خاصا أطلق عليه اسم “مكتب مهاجري الحرب”.
وقد طالب الرئيس الأمريكي ترومان بعد الحرب مباشرة. وتنفيذا لمقررات برنامج بلفور، بادخال مئة ألف يهودي فورا إلى فلسطين. وتشكلت لجنة تحقيق أنكلو – أمريكية لبحث على قدرة فلسطين على استيعاب اليهود المشردين في أوروبا. وفي الأول من أيار عام 1946 نشرت لجنة التحقيق المذكورة توصياتها فأيدت فيها مطلب الرئيس ترومان.
لم تنفذ حومة الانتداب رسميا توصيات اللجنة. ولكنها فتحت عمليا أبواب فلسطين للهجرة الصهيونية “بشتى أشكالها”. فقد وصلت إلى سواحل فلسطين بعد الحرب (1945-1948) 65 سفينة مهاجرين “غير شرعيين” تقل نحو 70 ألف مهاجر تسلل قسم منهم إلى البلاد. واضطرت الحكومة البريطانية إلى احتجاز نحو 50 ألفا منهم في معسكرات خاصة في قبرص. ثم أخذت تدخلهم إلى فلسطين على دفعات بمعدل 750 مهاجر شهريا.
وهكذا دخل فلسطين بين عام 1940 وعام 1948 نحو 120 ألف مهاجر يهودي. ومع انتهاء فترة الانتداب البريطاني كان عدد اليهود قد وصل إلى 625 ألف نسمة، أو ما يعادل ثلث سكان البلاد. وكانت الغالبية الساحقة من المهاجرين الذين دخلوا فلسطين في فترة الانتداب البريطاني من يهود شرق أوروبا.

## الهجرة الصهيونية بعد أيار 1948
بعد قيام (إسرائيل) في عام 1948 فتحت أبواب فلسطين المحتلة على مصاريعها أمام الهجرة الصهيونية فمصر عام 1950 ما يسمى قانون العودة* ومنح كل يهودي بموجبه حق العودة” إلى (إسرائيل). وفي عام 1952 صدر قانون الجنسية* الذي يصبح بموجبه كل يهودي إسرائيلياً، أي متمتعا بجنسية الدولة، بمجرد وصوله إلى فلسطين المحتلة.
1) من 1948 إلى 1951: وقد وصل إلى فلسطين المحتلة بين 15/5/1948 وآخر عام 1978 أكثر من مليون ونصف مليون مهاجر. يهودي منهم حوالي 600 ألف مهاجر – أو ما يعادل 40% من مجموع المهاجرين الذين وصلوا إلى الكيان الصهيوني منذ قيامه حتى الآن – وصلوا في اطار الهجرات الجماعية التي حدثت في السنوات الثلاث الأولى (1948-1951). وقد جاءت هذه الهجرات الجماعية عن ثلاثة مصادر هي: معسكرات اليهود المشردين في أوروبا وقبرص، ويهود أوروبا الشرقية، ويهود البلدان العربية*، ولا سيما العراق واليمن، وفي مرحلة لاحقة يهود المغرب.
وأول من وصل إلى فلسطين المحتلة بعد قيام الكيان الصهيوني 25 ألف يهودي كانوا لا يزالون يقيمون في معسكرات خاصة في جزيرة قبرص. وقد تم ادخالهم إلى فلسطين بين شهري أيار وآب من عام 1948. ثم أدخل بين شهري أيلول وكانون الأول من العام نفسه حوالي 70 ألف مهاجر من مخيمات المشردين اليهود في النمسا وإيطاليا وألمانيا. ووصل بين كانون الثاني ونيسان من عام 1949 نحو 100 ألف مهاجر من اليهود الذين كانوا قد غادروا أوطانهم الأصلية أثناء سيطرة الاحتلال النازي عليها. وبذلك وصل إلى الكيان الصهيوني خلال السنة الأولى من قيامه حوالي 203 آلاف مهاجر ينتمون إلى 24 بلدا.
واستمرت الهجرات الجماعية حتى نهاية عام 1951. وتزعم المصادر الصهيونية أنه تم التوصل في نهاية أيار من عام 1949 إلى اتفاق بين الوكالة اليهودية وامام اليمن يقضي برفع الحظر عن هجرة يهود اليمن إلى فلسطين المحتلة.
كما تذهب هذه المصادر إلى أنه تم الاتفاق في الوقت نفسه مع عدد من شيوخ امارات جنوب اليمن لتسهيل عبور اليهود من هذه الاهرامات إلى عدن، ومهما يكن من أمر هذه المزاعم فالمعروف أنه أمكن نقل 48,818 يهوديا يمنيا عن طريق عدن في 430 رحلة جوية في المدة الواقعة بين أثار 1949 وأيلول 1950. وقد ظأطلق الصهيونيون على عملية تقل يهود اليمن هذه اسم عملية “البساط السحري”.
وتذهب المصادر الصهيونية ذاتها أيضا إلى أن اتفاقا سريا عقد في أيار من عام 1950 بين حكومة نوري السعيد في العراق والوكالة اليهودية وافقت حكومة العراق بموجبه على السماح بهجرة اليهود العراقيين إلى فلسطين المحتلة بعد اسقاط الجنسية العراقية عمن يزيد الهجرة، فتم نقل حوالي 114 ألف يهودي عراقي إلى فلسطين المحتل بين أيار 1950 وكانون الأول 1951. وكانت الطائرات التي تقل المهاجرين من يهود العراق نظير أول الأمر بين بغداد وقبرص ويجري منها نقل المهاجرين إلى مطار اللد، ثم أصبحت طائرات المهاجرين تسافر من بغداد إلى مطار اللد مباشرة. وقد أطلق الصهيونيون على عملية نقل يهود العراق هذه اسم عملية “عزرا ونحميا” أو عملية “علي بابا”.
وبالإضافة إلى يهود اليمن والعراق هاجر إلى فلسطين المحتلة من أيار 1948 إلى نهاية عام 1951 حوالي 119 ألفا من يهود رومانيا، و103,736 يهوديا من بولونيا يشكلون ثلثي اليهود البولونيين، وحوالي 37 ألفا من بلغاريا و35 ألفا من ليبيا.
2) من 1952 إلى 1964: انخفض عدد المهاجرين انخفاض حادا بين 1952 و1954 بسبب مصاعب الاستيعاب والانكماش الاقتصادي والبطالة في الكيان الصهيوني فهبط العدد من 175 ألفا عام 1951 إلى 24 ألفا عام 1952، ثم إلى 11,326 مهاجرا عام 1953، وحوالي 19 ألف مهاجر عام 1954.
ثم تجددت الهجرات الجماعية عام 1955 ولكن على نطاق أضيق بكثير مما تم في السنوات الثلاث الأولى لقيام (إسرائيل). واستمرت الموجة الثانية من الهجرات الجماعية حتى نهاية عام 1957. ووصل في اطار هذه الموجة أكثر من 165 ألف مهاجر من بينهم حوالي 70 ألفا من المغرب، 15,267 عن تونس، و3,4446 من بولونيا، بالإضافة إلى 14,562 هاجروا من مصر في أعقاب العدوان الثلاثي (رَ: حرب 1956).
ولم تلبث الهجرة أن عادت إلى الانخفاض الحاد مرة أخرى بين 1958 و1960 فلم يزد عدد المهاجرين خلالهما على حوالي 75 ألفا جاء معظمهم (نحو 41,702) من شرق أوروبا، ولا سيما من رومانيا التي جاء منها وحدها 27,697 مهاجرا.
وكانت آخر موجة من الهجرات الجماعية تلك التي حدثت فيما بين 1961و1964 ووصل في اطارها أكثر من 215 ألف مهاجر من أقطار المغرب العربي ودول شرق أوروبا.
3) من 1965 إلى 1973: معنضوب احتياطي الهجرة في البلدان العربية ودول أوروبا الشرقية عادت أرقام الهجرة الصهيونية إلى الانخفاض الحاد في السنوات الثلاث 1965 و1966 و1967 فهبط عدد المهاجرين – بما في ذلك بعض السياح اليهود الذين تحولوا إلى مهاجرين مقيمين – من حوالي 55 ألفا عام 1964 إلى 30,726 مهاجرا عام 1965 و15,730 مهاجرا عام 1966 و14,327 مهاجرا عام 1967. وقد كانت غالبية المهاجرين في هذه السنوات من أمريكا اللاتينية.
وازاء انخفاض أعداد المهاجرين وتزايد نسبة النازحين عن الكيان الصهيوني بدأت الوكالة اليهودية تخصص بعد عام 1965 كثيرا من الامكانات لمحاولة رفع أرقام الهجرة وأخذت تعمل على تشجيع ما يسمى الهجرة الحرة أو المؤقتة فخصصت فنادق يمكن للمهاجرين المؤقتين الإقامة فيها لمدة ستة أشهر أو ستة يتعلمون خلالها اللغة العبرية ويبحثون عن أعمال ويقررون في نهايتها  ما إذا كانوا سيبقون في (إسرائيل) بصورة دائمة أو سيغادرونها. وبعد عدوان الخامس من حزيران 1967 وسعت الوكالة اليهودية نطاق هذه العملية فخصصت عددا من مراكز الاستيعاب لاستقبال المهاجرين المؤقتين والعناية بهم.
وقد بدأت الأجهزة الصهيونية العاملة في مجال الهجرة جهودا واسعة في أعقاب العدوان، وقامت بنشاطات مكثفة محمومة لزيادة عدد المهاجرين لمواجهة الواقع الجديد وما يتطلبه من تزايد الحاجة إلى القوى البشرية لتدعم الآلة العسكرية الصهيونية والاستيطان في المناطق العربية المحتلة. واستغلت في ذلك الحماسة الصهيونية لنتائج حرب 1967 والانتعاش الاقتصادي الطارئ على الكيان الصهيوني في أعقاب تلك الحرب. فشهدت فترة ما بين عدوان حزيران عام 1967 وحرب 1973 صعودا ملحوظا في أرقام الهجرة، ولا سيما بعد فتح بابها إلى (إسرائيل) أمام يهود الاتحاد السوفييتي ابتداء من عام 1970 – فارتفع عدد المهاجرين إلى 20,554 عام 1968 و37,804 عام 1969. ووصل إلى 41,930 عام 1971 ونحو 56 ألفا عام 1972 و55 ألفا عام 1973. وهكذا وصل إلى الكيان الصهيوني في هذه المدة حوالي 200 ألف مهاجر بينهم حوالي 55 ألفا من الاتحاد السوفياتي وحده.
4) من 1974 إلى 1978: أخذت أرقام الهجرة تنكمش بعد حرب تشرين بسبب تفاقم المشكلات الداخلية الاقتصادية والاجتماعية في الكيان الصهيوني نتيجة لهذه الحرب وميل الجاليات اليهودية خارج (إسرائيل) إلى الاندماج في المجتمعات التي تعيش فيها وتتوفر لها ظروف حياة أفضل وأكثر استقرارا من ظروف الحياة في الكيان الصهيوني، ثم بسبب ارتفاع نسبة العدول عن الهجرة إلى (إسرائيل) بين يهود الاتحاد السوفييتي ففضلت أعداد كبيرة منهم تصل نسبتها إلى أكثر من 60% الهجرة إلى الولايات المتحدة وكندا ودول أوروبا الغربية حيث فرض الثراء والاستقرار أفضل. ويضاف إلى كل ما تقدم الصعوبات المتعلقة باستيعاب المهاجرين في (إسرائيل) بسبب قدرتها المحدودة على استقبال الجدد منهم وبينهم نسبة عالية من الأكاديميين وحملة الشهادات الجامعية، في حين يعاني الكيان الصهيوني من تضخم العمالة في قطاع الخدمات ويحتاج إلى نوع معين من المهاجرين لتوسيع الطاقة العاملة وتجديدها في مجال الإنتاج.
وهكذا أخذت أرقام الهجرة انخفض بعد عام 1973 فبلغ عدد المهاجرين عام 1974 – ومنهم المؤقتون الذين يشكلون عادة حوالي 40% – نحو 30 ألفا، وهبط إلى 20 الفا في الأعوام 1975 و1976 و1977. وقد اقترن انكماش الهجرة في أعقاب حرب تشرين يتزايد موجة الهجرة المعاكسة.
وفي عام 1978، وعلى أثر زيارة الرئيس المصري أنور السادات (لإسرائيل)، حدث بعض الارتفاع في أرقام الهجرة، ولكنه لا يزال دون توقعات الأوساط الصهيونية، فقد بلغ عدد المهاجرين حوالي 26 ألف مهاجر بينما كانت الأوساط الصهيونية تتوقع أن يصل العدد إلى 35 ألفا.
وقد جاء في كتاب الإحصاء السنوي الإسرائيلي الصادر عام 1977 أن من بين 3,077 مليون يهودي كانوا يسكنون (إسرائيل) في نهاية عام 1977 هناك 436 ألفا جاءوا من المغرب أو ولدوا في (إسرائيل) عن أبوين من أصل مغربي، و343 ألفا من بولونيا، و29 ألفا من رومانيا، و262 ألفا من أصل عراقي، 256 ألفا من روسيا، 164 ألفا من اليمن و 80 ألفا من أمريكا الشمالية والجنوبية.